# Кам'янське (станція)
Кáм'янське (до 23 березня 2017 року — Дніпродзержинськ) — вантажна залізнична станція 1-го класу Дніпровської дирекції Придніпровської залізниці на лінії Запоріжжя-Кам'янське — Гребля. Залізничний вузол ліній на Воскобійню (11 км), Греблю (4 км) та Запоріжжя-Кам'янське (11 км).

## Пасажирське сполучення
На станції Кам'янське зупинялися приміські електропоїзди сполученням Балівка — Дніпро-Головний щосуботи, щонеділі та у святкові дні. Наразі приміське сполучення припинене на невизначений термін.